# Naomi McClure-Griffiths
Naomi McClure-Griffiths (11 de julio de 1975) es una astrofísica y radioastrónoma estadounidense que investiga y vive en Australia.  En 2004, descubrió un nuevo brazo en espiral en la galaxia Vía Láctea. Fue galardonada con el Premio Malcolm McIntosh para Científicos Físicos del primer ministro en 2006 y en 2015 recibió un reconocimiento por su investigación en física al recibir la Medalla Pawsey de la Academia Australiana de Ciencias. 

## Biografía
Naomi Melissa McClure-Griffiths nació el 11 de julio de 1975 en Atlanta, Georgia.  Ingresó en Oberlin College en 1993, donde estudió francés y física, y luego en 1997 ingresó en la Universidad de Minnesota para estudiar astrofísica. 

## Carrera
Durante su doctorado, participó en la Encuesta Internacional de Aviones Galácticos, liderando la Encuesta de Aviones Galácticos del Sur para mapear el gas de hidrógeno en la Vía Láctea. En 2001, se mudó de forma permanente a Australia y obtuvo una beca post doctoral en el Centro Nacional de Telescopios de Australia como CSIRO Bolton Fellow.
Durante su beca, estudió el movimiento de los gases interestelares y cómo las explosiones de estrellas crean burbujas o proyectiles que expulsan a los gases de la galaxia. En su movimiento, se pueden crear chimeneas de espacio vacío, dos de las cuales fueron descubiertas por ella.  Una de las chimeneas que descubrió es la única conocida que "se extiende a través de la parte superior e inferior del plano galáctico".  Luego, en 2004, descubrió un nuevo brazo en espiral durante su posición postdoctoral superior.  El nuevo brazo se mostró en las asignaciones anteriores, pero nunca se identificó ni se le dio un nombre. Creó un modelo de computadora para confirmar su existencia que fue confirmado por su equipo.
En 2006, fue honrada con el Premio Malcolm McIntosh para Científicos Físicos del año uno de los premios anuales otorgados como los Premios de Ciencia del primer ministro.  Como investigadora principal, inició la Encuesta Todo el Cielo Galáctico ese mismo año y luego, en 2007, recibió el Premio Powerhouse Wizard otorgado por el Museo Powerhouse en el Observatorio de Sídney.
El equipo de McClure-Griffith participó en el esfuerzo internacional para completar el mapeo de los campos magnéticos de la Vía Láctea en 2011.  En 2015, abandonó CSIRO y se unió a la Universidad Nacional de Australia como profesora realizando su investigación desde el Observatorio Mount Stromlo.  Ese mismo año, su trabajo en física fue reconocido al recibir la Medalla Pawsey de la Academia Australiana de Ciencias.

## Trabajos seleccionados
- McClure-Griffiths, N. M.; Dickey, John M., et. al. (June 2000). «Two Large H I Shells in the Outer Galaxy near l = 279°». The Astronomical Journal 119 (6): 2828-2842. Bibcode:2000AJ....119.2828M. arXiv:astro-ph/0003158. doi:10.1086/301413.
- McClure-Griffiths, N. M.; Green, A. J., et. al. (April 2001). «The Southern Galactic Plane Survey: The Test Region». The Astrophysical Journal 551 (1): 394-412. Bibcode:2001ApJ...551..394M. arXiv:astro-ph/0012302. doi:10.1086/320095.
- McClure-Griffiths, N. M.; Dickey, John M., et. al. (September 2003). «Loops, Drips, and Walls in the Galactic Chimney GSH 277+00+36». The Astrophysical Journal 594 (2): 833-843. Bibcode:2003ApJ...594..833M. doi:10.1086/377152.
- McClure-Griffiths, N. M.; Dickey, John M., et. al. (June 2004). «A Distant Extended Spiral Arm in the Fourth Quadrant of the Milky Way». The Astrophysical Journal 607 (2): L127-L130. Bibcode:2004ApJ...607L.127M. arXiv:astro-ph/0404448. doi:10.1086/422031.
- McClure-Griffiths, N. M.; Ford, Alyson, et. al. (February 2006). «Evidence for Chimney Breakout in the Galactic Supershell GSH 242-03+37». The Astrophysical Journal 638 (1): 196-205. Bibcode:2006ApJ...638..196M. arXiv:astro-ph/0510304. doi:10.1086/498706.
- McClure-Griffiths, N. M.; Dickey, John M. (December 2007). «Milky Way Kinematics. I. Measurements at the Subcentral Point of the Fourth Quadrant». The Astrophysical Journal 671 (1): 427-438. Bibcode:2007ApJ...671..427M. arXiv:0708.0870. doi:10.1086/522297.
- McClure-Griffiths, N. M.; Pisano, D. J., et. al. (April 2009). «Gass: The Parkes Galactic All-Sky Survey. I. Survey Description, Goals, and Initial Data Release». The Astrophysical Journal Supplement Series 181 (2): 398-412. Bibcode:2009ApJS..181..398M. arXiv:0901.1159. doi:10.1088/0067-0049/181/2/398.
- McClure-Griffiths, N. M.; Madsen, G. J., et. al. (December 2010). «Measurement of a Magnetic Field in a Leading Arm High-velocity Cloud». The Astrophysical Journal 725 (1): 275-281. Bibcode:2010ApJ...725..275M. arXiv:1009.5849. doi:10.1088/0004-637X/725/1/275.
- McClure-Griffiths, N. M.; Green, J. A., et. al. (June 2013). «Atomic Hydrogen in a Galactic Center Outflow». The Astrophysical Journal Letters 770 (1): L4. Bibcode:2013ApJ...770L...4M. arXiv:1304.7538. doi:10.1088/2041-8205/770/1/L4.